# Goldmedaille des Archäologischen Instituts von Amerika
Die Goldmedaille des Archäologischen Instituts von Amerika (englisch Gold Medal Award for Distinguished Archaeological Achievement) ist ein Archäologiepreis des Archäologischen Instituts von Amerika.
Der Preis wird seit 1969 jährlich vergeben. Geehrt werden Archäologen und Historiker für herausragende Arbeiten, Publikationen oder Lehrtätigkeit.

## Liste der Goldmedaillengewinner
- 1965: Carl Blegen
- 1966: Hetty Goldman
- 1969: Oscar Theodore Broneer, Rhys Carpenter und William Bell Dinsmoor
- 1970: George E. Mylonas
- 1971: Robert John Braidwood
- 1972: Homer A. Thompson
- 1973: Gordon R. Willey
- 1974: Margarete Bieber
- 1975: Eugene Vanderpool
- 1976: Edith Porada
- 1977: Lucy Shoe Meritt
- 1978: George M. A. Hanfmann
- 1979: Dows Dunham
- 1980: John Langdon Caskey
- 1981: William Andrew McDonald
- 1982: Peter Heinrich von Blanckenhagen
- 1983: James B. Pritchard
- 1984: Margaret Thompson
- 1985: Saul S. Weinberg und Gladys Davidson Weinberg
- 1986: George Bass
- 1987: Dorothy Burr Thompson
- 1988: Brunilde Sismondo Ridgway und John Desmond Clark
- 1989: Virginia Grace
- 1990: John W. Hayes
- 1991: Machteld Mellink
- 1992: Evelyn Byrd Harrison
- 1993: Charles Kaufman Williams
- 1994: Emeline Richardson
- 1995: R. Ross Holloway
- 1996: Wilhelmina Feemster Jashemski
- 1997: Clemency Chase Coggins
- 1998: Anna Marguerite McCann
- 1999: Patty Jo Watson
- 2001: Emmett L. Bennett, Jr.
- 2002: Robert McCormick Adams
- 2003: Philip Betancourt
- 2004: David B. Stronach
- 2005: Lionel Casson
- 2006: Maria C. Shaw und Joseph W. Shaw
- 2007: Larissa Bonfante
- 2008: James Wiseman
- 2009: Henry Tutwiler Wright
- 2010: John Humphrey
- 2011: Susan I. Rotroff
- 2012: Lawrence Richardson Jr.
- 2013: Jeremy Rutter
- 2014: L. Hugh Sackett
- 2015: C. Brian Rose
- 2016: Malcolm Bell III
- 2017: John R. Clarke
- 2018: Ian Hodder
- 2019: Curtis Runnels
- 2020: Jack L. Davis
- 2021: Katherine Dunbabin
- 2022: Elizabeth B. Fentress
- 2023: Andrew F. Stewart
- 2024: John McK. Camp
- 2025: Andrea Berlin
- 2026: Nancy Thomson de Grummond[1]